# Cloridopsis scorpio
Cloridopsis scorpio is een bidsprinkhaankreeftensoort uit de familie van de Squillidae. De wetenschappelijke naam van de soort is voor het eerst geldig gepubliceerd in 1828 door Latreille.